# Walter 4-B
Walter 4B (1928 - 1930) byl osobní automobil továrny Walter (Akciová továrna na automobily a letecké motory Josef Walter a spol., Praha XVII-Jinonice), českého výrobce osobních automobilů. Walter 4B (původně představený veřejnosti jako Walter Four 6/30 HP) z roku 1928 měl motor o objemu 1664 cm³ s výkonem 22,4 kW/30 k. Od roku 1929 byl motor převrtán na objem 1908 cm³ s výkonem 25,7 kW/35 k. Silnější motor z tohoto automobilu se využíval i při zástavbě do nákladního automobilu (o nosnosti 1,5 t) a do menšího autobusu (pro 12-20 cestujících) Walter Comercial, které byly ve výrobě od roku 1930. Písmeno "B" - používané v označení vozů znamená, že jejich konstruktérem byl Ing. František Adolf Barvitius.

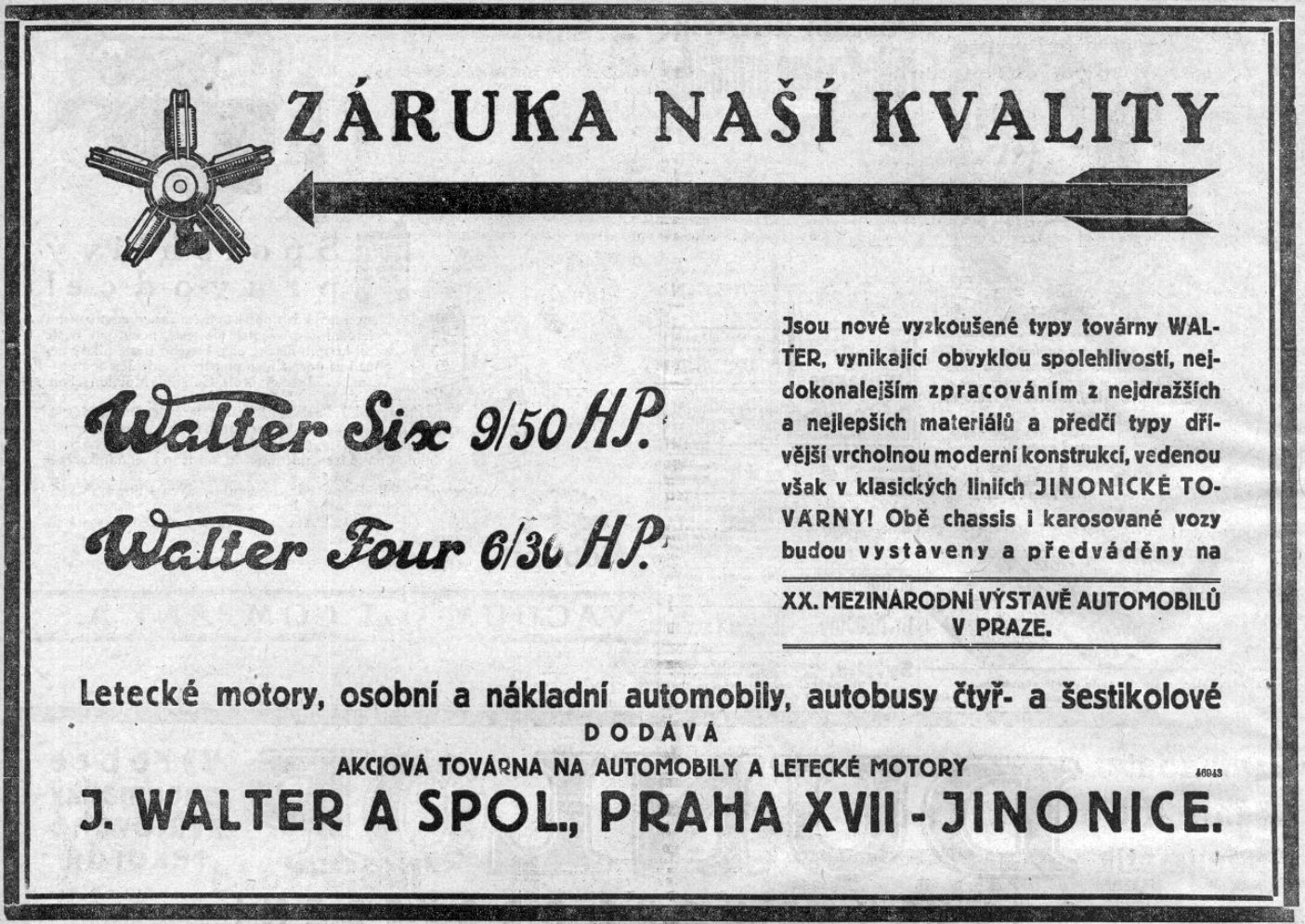
Inzerát k uvedení vozů Walter 4B a 6B na trh (Národní listy 1.9.1928)

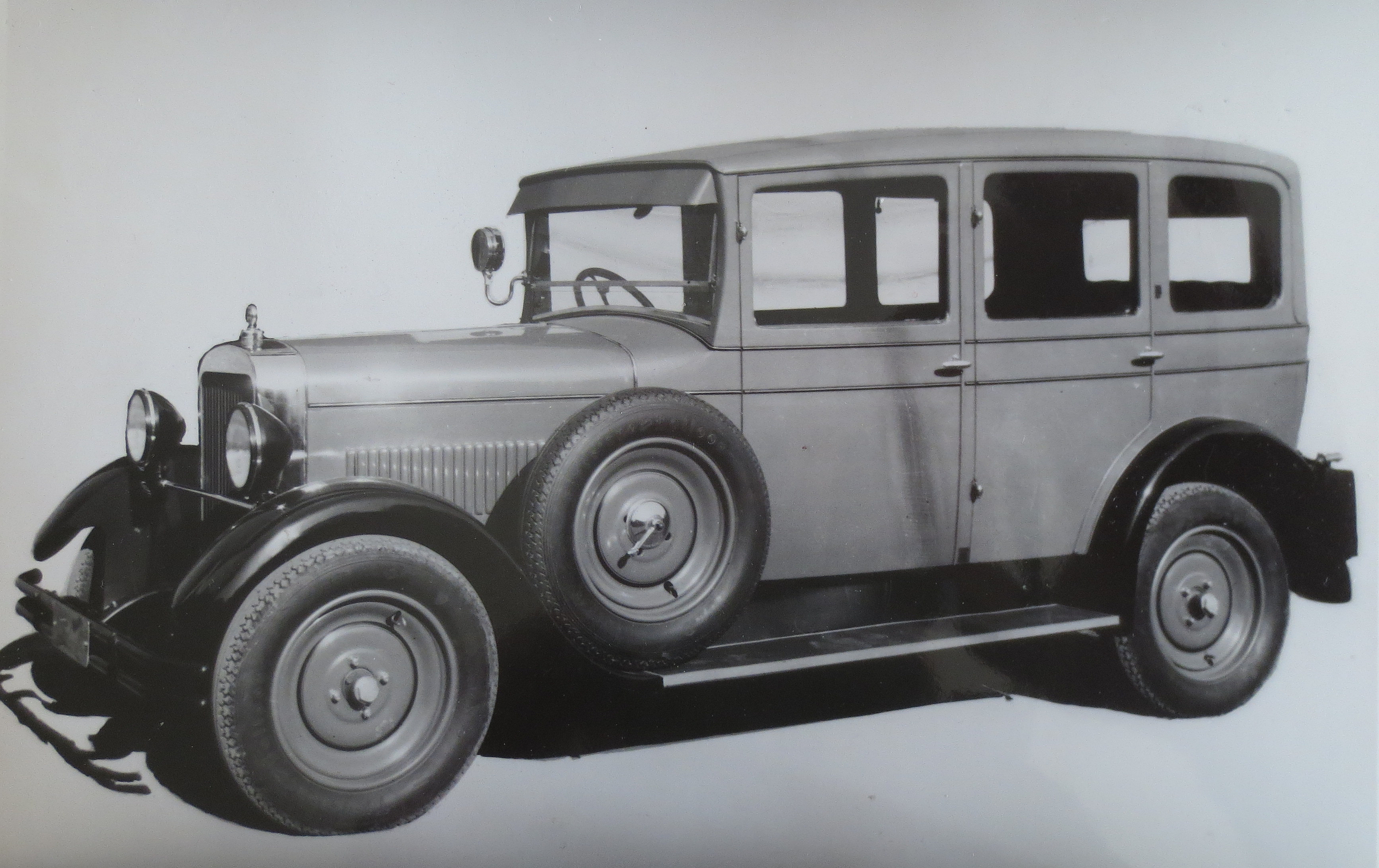
Walter 4B (1929) sedan

## Vznik a užití
Rokem 1928 nastává příznivý obrat ve vývoji a výrobě automobilů původní konstrukce Walter. Je opuštěna jednotná řada Walter WZ resp. její pokračování řada Walter P, které byly ve výrobě od roku 1919, resp. od roku 1924. Walter přichází při příležitosti konání XX. mezinárodního automobilového salonu v Praze s novou řadou čtyřválcových (4B) a šestiválcových motorů (6B). Jejich konstruktérem byl Ing. F. A. Barvitius, proto to označení "B" v názvu vozu. Dostalo se mu cti, že byla po něm pojmenována jedna z ulic v Rezidenci Waltrovka. Barvitiova ulice příznačně vede na Walterovo náměstí.

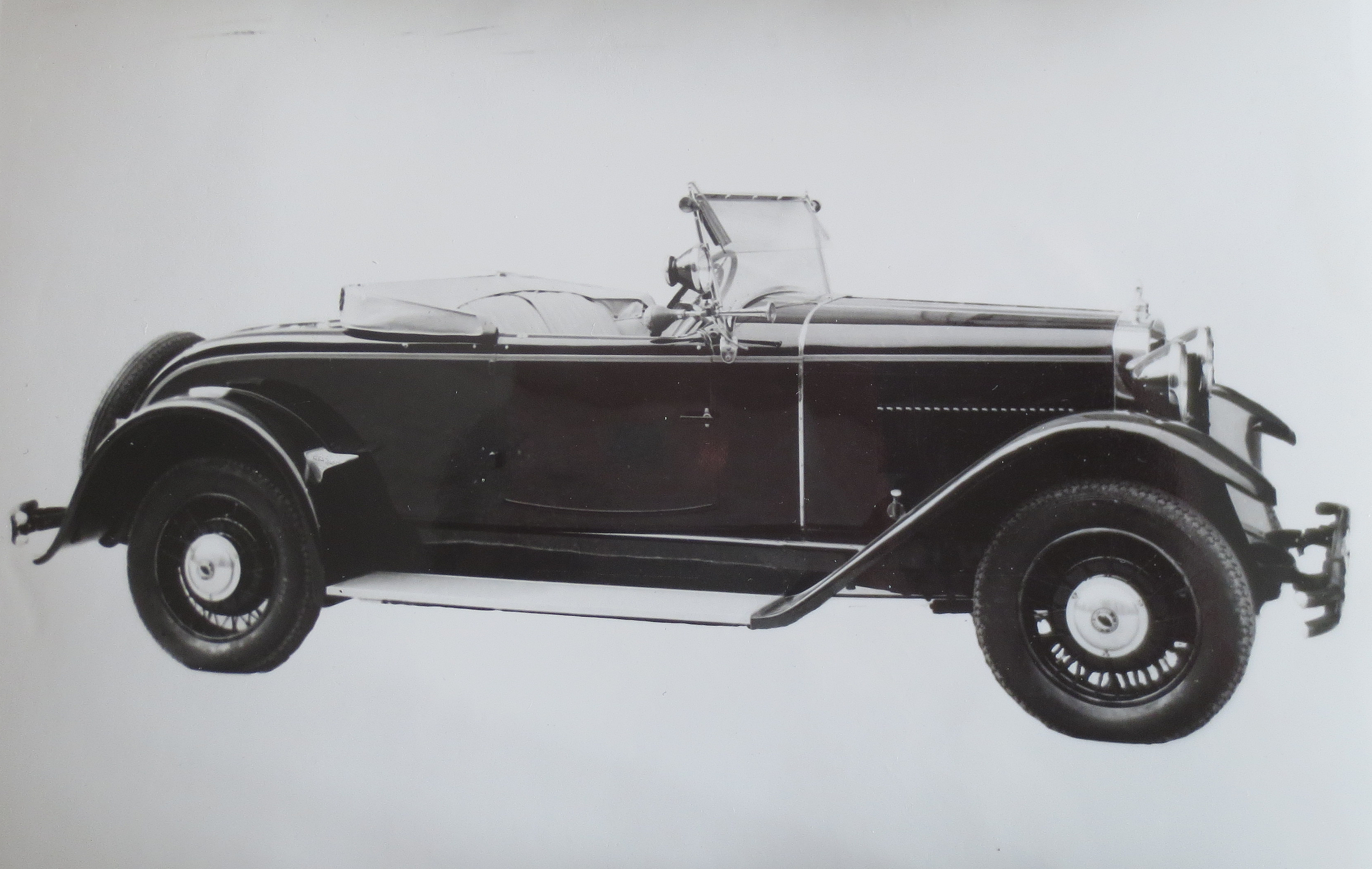
Walter 4B (1928) kabriolet

Nové osobní vozy Waltrovy továrny při návrzích karoserie sledovaly především cíl docílit dojmu velikosti a nádheru linie. Vystavené karoserie přepychových typů na pražských autosalonech předurčují tyto vozy automobilistům, kteří milují luxusní vzhled a nechtějí neobvyklosti. Tyto automobily mají svou klientelu, je zde výtečná tradice tovární ještě z dob předcházejících a nově získaná sláva z výroby motorů leteckých. Zkušenosti takové továrny musí býti zárukou věci dobré.
Rokem 1928 nastává pro továrnu Walter nejúspěšnější období, které trvá až do roku 1934. Na trh jsou uváděni - mimo typu 4B a 6B - skvělí následovníci původní konstrukce Walter Standard 6 (1930), Walter Super 6 (1930), Walter Royal (1931) a Walter Regent (1932). Období vrcholí v roce 1934 vítězným typem z 1000 mil Československých Walter Standard S.

## Motor
V původní verzi z roku 1928 byl tento typ označen jako 6/30 HP. Měl zážehový, kapalinou chlazený čtyřdobý řadový čtyřválec (R4), se snímatelnou hlavou původně o objemu 1664 cm³ (vrtání 70, zdvih 108 mm) a měl výkon byl 22,4 kW/30 k. Při představení tohoto automobilu bylo zdůrazněno, že vystavované šasi je přímo odvozeno od šasi šestiválcového typu tím způsobem, že prostě, pokud se motoru týče, je přesně identického konstrukčního pro vedení jako motor šestiválcový, jenž je toliko o 2 válce delší. Pochopitelně nebylo opomenutu upozornit (oproti typu 6B) na poměrně nízkou silniční daň.

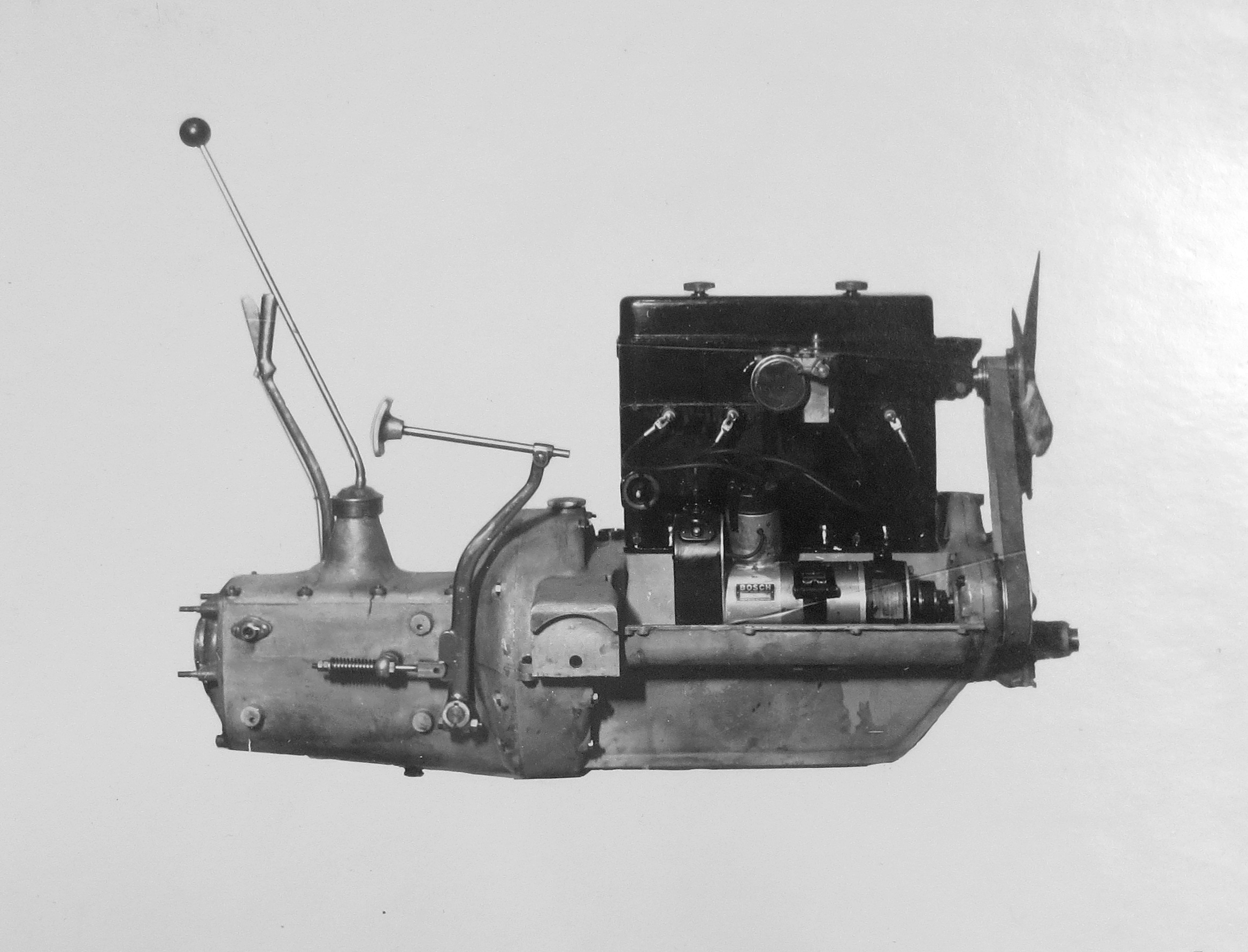
Walter 4B motor (1930)

Po úpravě v roce 1929 označen jako HP 8/35 měl objem 1908 cm³ (vrtání 75, zdvih 108 mm), dva ventily/válec, rozvod OHV a po uvedené úpravě měl výkon 25,7 kW/35 k při otáčkách 2500 ot./min. Motor s blokem ze slitiny hliníku tvořil s převodovkou jeden celek. Čistě řešený blok, spojený v celek s převodovou skříni dodává podvozku náležité hladkosti. Písty z hliníkové slitiny konstrukce Nelson-Bohnalite (slitina ze dvou kovů) účinně čelily poměrně rychlému opotřebení hliníkových pístů. Klikový hřídel spočíval ve třech ložiskách. Po pravé straně měl motor dynamo, po levé karburátor Zenith HAK 30. Magnetové zapalovací dynamo typu Vertex dodávala švýcarská firma Scintilla. Původní verze z roku 1928 měla max. rychlost 90-95 km/h, průměrná spotřeba paliva 9-12 l benzínu na 100 km dle typu karoserie. Vůz se silnějším motorem z roku 1929 dosahoval maximální rychlosti 100 km/h.

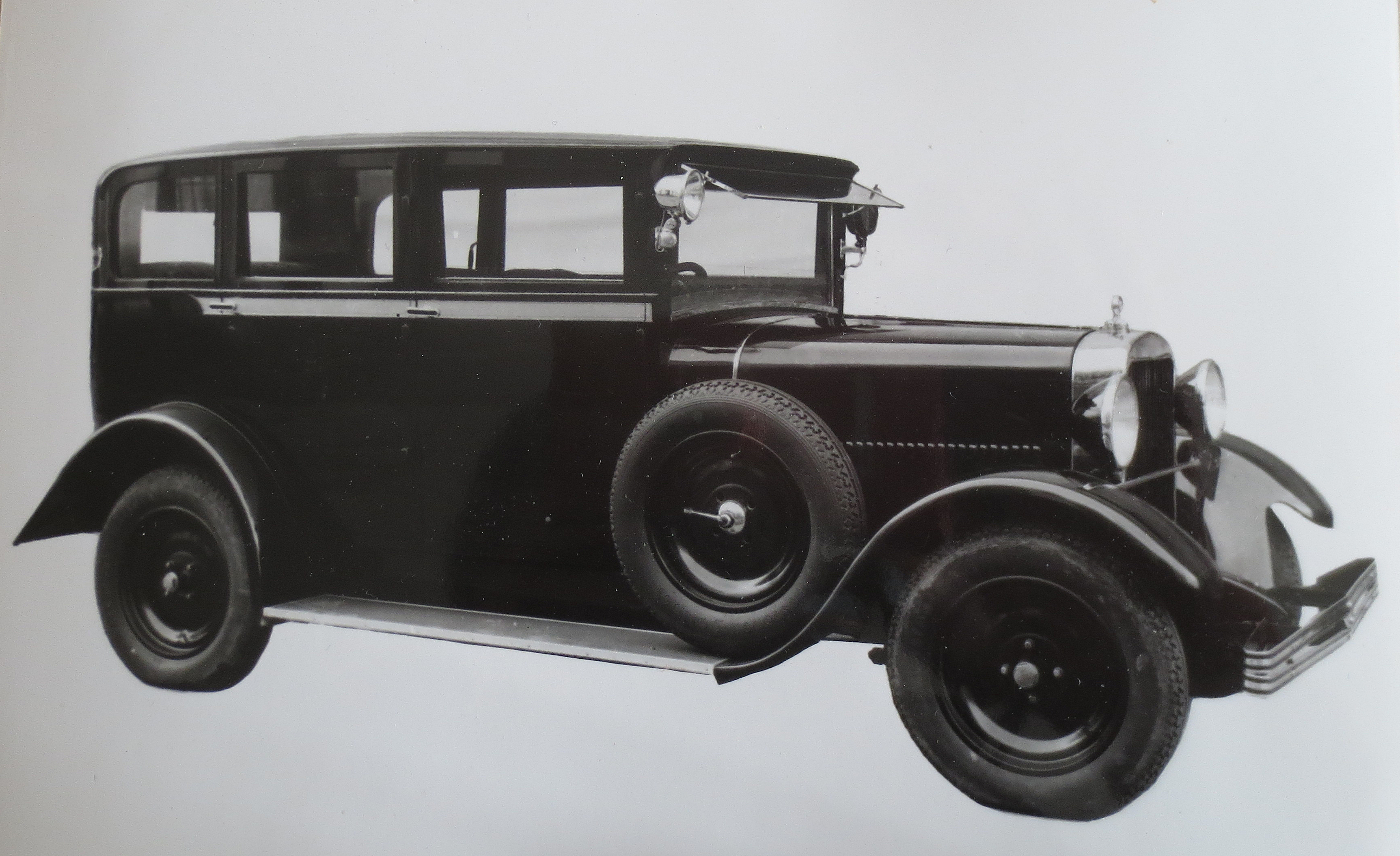
Walter 4B (1929) limuzína

Oběžné mazání s čerpadlem s ozubením doplňoval již čistič oleje. Termosifonové chlazení podporovaly voštinový chladič a ventilátor. Funkce chladiče byla posílena regulačními žaluziemi v přední masce vozu. Jednokotoučová, lamelová suchá spojka přenášela hnací sílu na čtyřstupňovou převodovku se zpátečkou (4+Z). Řadicí páka byla umístěna na víku převodovky uprostřed kabiny vozu. Samosvorné šnekové řízení bylo ještě vpravo. Hnací sílu přenášel od převodovky spojovací hřídel na rozvodovou skříň s ozubením Gleason. 
Tento motor byl rovněž použit v užitkových automobilech Walter Comercial. 

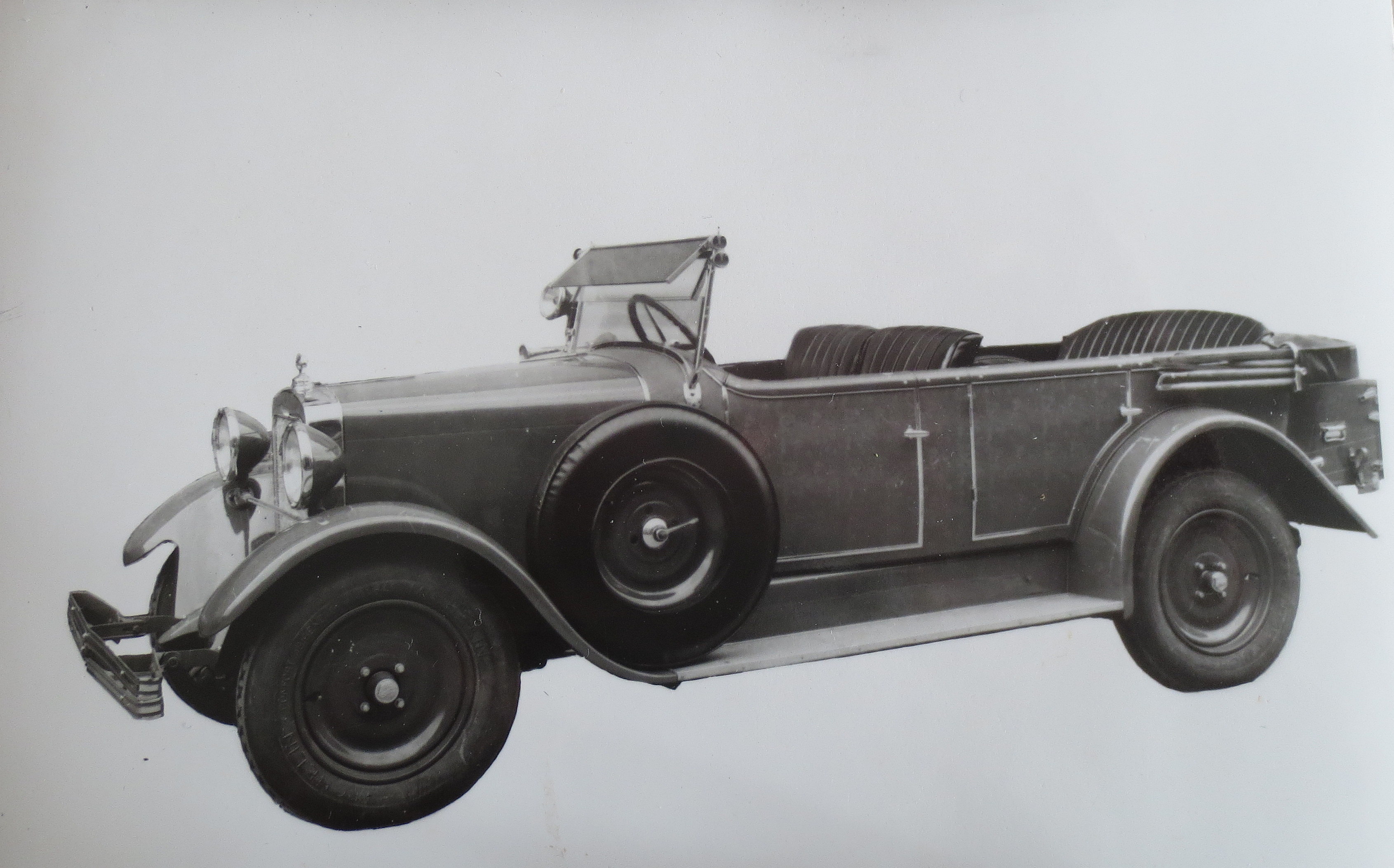
Walter 4B (1929) faeton

## Podvozek
Řízení vpravo, motor vpředu, pohon zadních kol. Obě nápravy byly tuhé, lisované. Přední z I-profilu, zadní byla typu banjo. Pérování obou náprav obvyklými podélnými, půleliptickými pery s výkyvnými závěsy, které doplňovaly tlumiče. Na bubnech předních kol byly bubnové, hydraulické brzdy Poulet, na zadních kolech byly expanzivní hydraulické brzdy. Ruční, mechanická působila na zadní kola. Od roku 1929 došlo ke změně v řešení brzd, jejichž servomotorický účinek (Dewandre) byl výtečně rozdělován na čtyři kola naprosto vyrovnanou akcí tlakového rozvodu Lockheadova. Rozchod kol 1380 mm, rozvor 2800 mm, rozměr pneumatik Bibendum 757x145 popř. 876x171 mm. Hmotnost podvozku 900 kg, hmotnost s otevřenou pětimístnou karoserií 1150 kg, limuzína či sedan 1300 kg. Počet sedadel 4-6 dle typu karoserie. Palivová nádrž na 60-65 l.
Rychlostní skříň, zadní osa, pérování, chladič, brzdy a vše ostatní jest obdobné konstrukce jako u podvozku šestiválcového, přirozeně však v příslušném poměru měřítkovém. Vůz se vyznačoval nízkým rámem a širokým rozchodem kol. Rám vozu byl obdélníkový z U-profilů.

## Karoserie
Podstatným rysem, kterým se konstrukce typu 4B lišila od předcházejících typů, bylo provedení karoserie. Z karosovaných vozů 4B předvedla továrna Walter všechny varianty svých standardních celoplechových karoserií. V maximální míře bylo totiž dřevo nahrazeno materiály z kovu a karoserie získala elegantní linie nejmodernějších vozů světově proslulých značek. Jak bylo zvykem, typů karoserií bylo více. 
Na zářijovém autosalonu v roce 1928 firma vystavovala Walter 4B (HP 6/30) jako dvousedadlový kabriolet se dvěma nouzovými sedadly, jako sportovní vůz s americkou střechou a s plátěnými postranicemi, jako dvoudveřový coach a jako čtyřdveřový čtyřsedadlový Faux-Cabriolet (falešný kabriolet) v luxusní výbavě. Dále to byl Walter 4B se zavřenou karoserií sedan s pěti sedadly, bez nouzových sedátek, který si v ničem nezadal ladností tvaru, volbou barev a luxusní výpravou s vozy šestiválcovými. Konečně pak byl vystaven ještě jeden čtyřválcový Walter 4B s dvousedadlovou karoserií typu roadster, kde se velmi krásně uplatňuje kombinace barvy černé a červené. 
Na XXI. mezinárodním automobilová výstava v Praze (1929) byly v tovární expozici vystaveny 2 vylepšené vozy typu Walter 4B a to nejenom motoricky (HP 8/35). Vylepšením karoserií luxusnějších modelů od roku 1929 byl přechod na celokovové karoserie, perfektní chromování nárazníků, světlometů, mřížky chladiče a dalších dílů, které nahradilo dříve používané niklování. Na stánku byly pětisedadlová limuzína Sedan (bez nouzových sedátek) a dvousedadlový elegantní roadster v kombinaci barvy černé a červené s výklopným sedadlem v zavazadlovém prostoru. Dalším vylepšením karoserií luxusnějších modelů od roku 1929 byl přechod na celokovové karoserie, perfektní chromování nárazníků, světlometů, mřížky chladiče a dalších dílů, které nahradilo dříve používané niklování. O rok později (XXII. mezinárodní automobilové výstava 1930) opět 2 vozy: sedan ve světlých barvách a elegantní, sportovní roadster. Oproti dosavadní obvyklé černi byly karoserie typu 4 B nabízeny v pestré paletě barev. V komentářích k XXII. autosalonu bylo zdůrazněno, že tento vůz přestože je menší než typy 6B, Super 6 a Standard 6, představuje celek velmi dokonalý a mohutný.

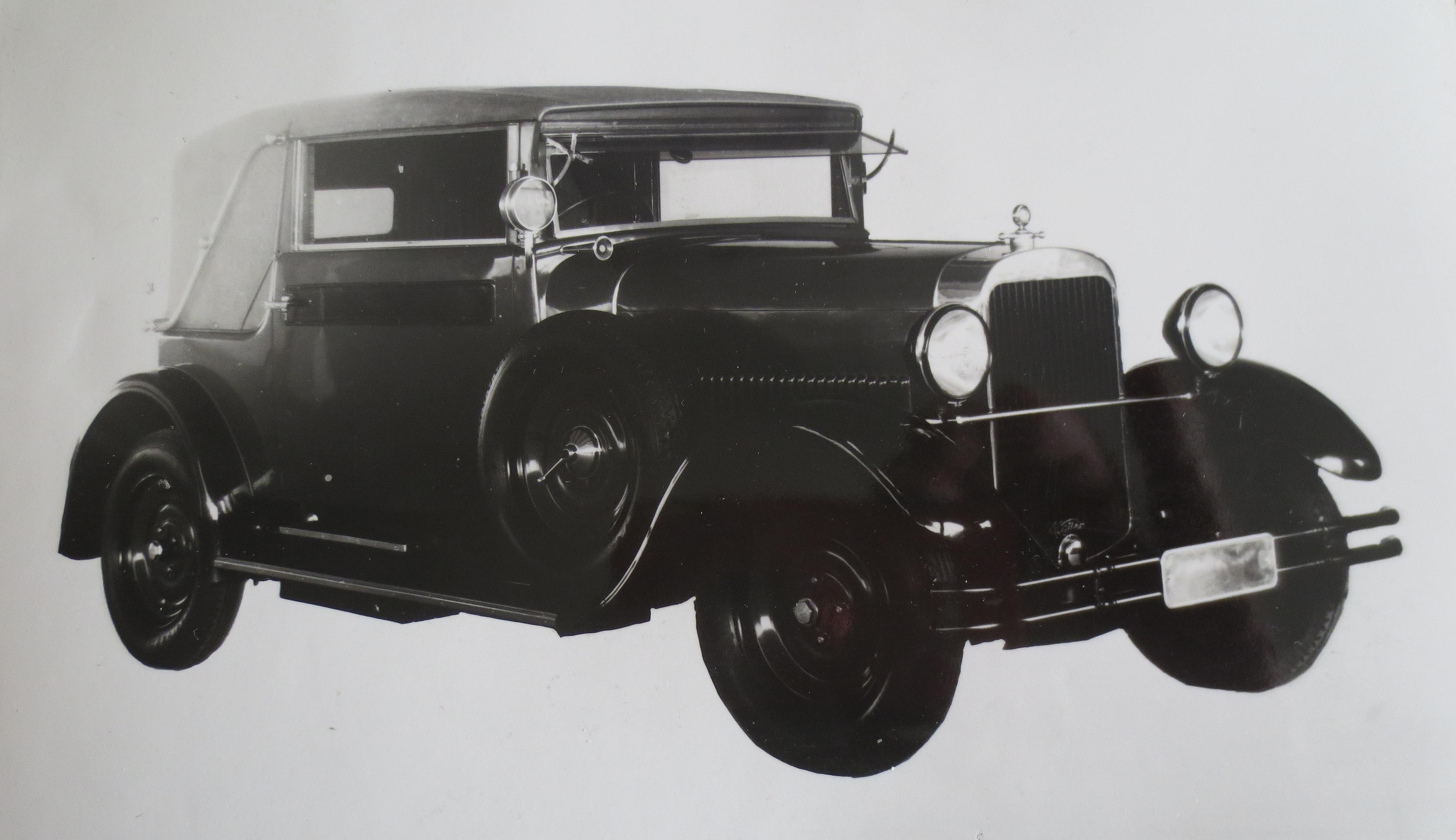
Walter 4B (1930) kabriolet

Nadstandardní výbavou byly: 2 rezervní kola, nosič zavazadel, hodiny, denní měřič kilometrů, montážní lampička a tlumič nárazů Thermobug.

## Sportovní úspěchy
Typ Walter 4B měl tu smůlu, že přišel do výroby současně se silnějším Walter 6B. Proto továrna do nejrůznějších okruhových závodů, závodů do vrchu, dálkových jízd a soutěží elegance nasazovala především Walter 6B a v pozdějších letech Walter Standard S, Walter Super 6 a závodní Walter Super 6B. Přesto lze vysledovat alespoň dvě zmínky. V I. národní soutěži spolehlivosti a spotřeby, konané 3. srpna 1930 v okolí Slaného, obsadil 5. místo v kategorii automobilů do 2000 cm³ Ing. Vladimír Balcar (pracovník konstrukce karoserií Walter) na Waltru 4B. Soutěž se jela jako okruhový závod na 6 kol o délce okruhu 23,2 km tzn. na 140 km. Ve vlastní soutěži spolehlivosti dojel V. Balcar (st. č. 16) bez trestných bodů a o konečném pořadí rozhodla spotřeba počítaná dle zvláštní formule. Ve IV. hvězdicové jízdě do Luhačovic a v následném Concours d'Elegance, konaném 22.-23. srpna 1931 byl opět uveden Ing. Vladimír Balcar na Waltru 4B. Ve hvězdicové jízdě dojel bez trestných bodů a v soutěži elegance s 20 body obsadil 5.-7. místo. Zejména soutěž elegance, která soustředila 27 automobilů, se těšila velkému zájmu obecenstva.

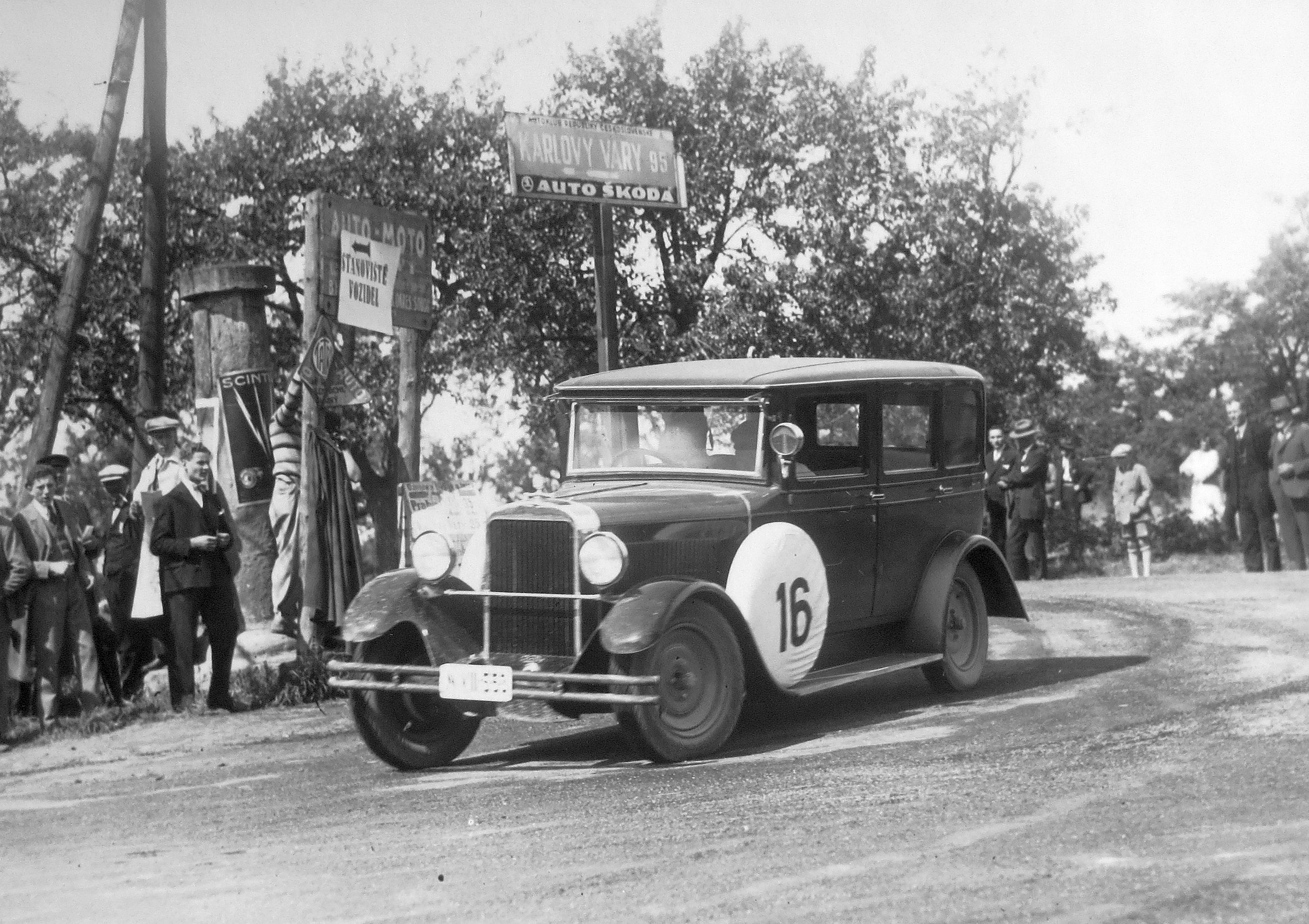
Walter 4B na soutěži u Slaného, Ing. Vladimír Balcar (1930)

Když v roce 1936 končila výroba automobilů Walter, odešel Ing. Vladimír Balcar téměř po 10 letech, dlouholetý člen konstrukce karoserií Walter, do služeb automobilního oddělení továrny Aero.